# Хаджийский, Иван
Иван Минков Хаджийский (болг. Иван Минков Хаджийски, 13 октября 1907, Троян, Болгария — 4 октября 1944, Власотинце, Югославия) — болгарский социолог, антрополог, социальный психолог марксистского направления. Активный публицист, автор статей в журнале «Философски преглед» и ряда влиятельных произведений, в том числе «Быт и душевность нашего народа».

## Книги
- Бит и душевност на нашия народ
- Оптимистична теория за нашия народ

### На русском языке
- Избранные произведения. М.: Мысль, 1981